# 임원식
임원식(林元植, 1919년 6월 24일~2002년 8월 26일)은 대한민국의 피아노 연주자이자 지휘자, 작곡가이다. 본관은 전주이다.

## 생애
평안북도 의주에서 태어났고, 일본의 도쿄 고등음악학교에서 음악을 배웠다.
1940년 일본 도쿄에서 피아니스트 첫 데뷔하였던 그는 1942년 졸업 후 만주로 건너가 만주국 국책 악단이었던 하얼빈 교향악단의 지휘자로 활동했다.
1946년 고려교향악단의 초대 상임 지휘자로 부임했으나, 악단이 재정난과 내분 등으로 해산되자 미국으로 건너가 줄리어드 음악학교에서 지휘를 배우고 1948년에 귀국했다. 한국전쟁 중에는 피난지인 부산에서 육군 교향악단을 조직해 활동했고, 1956년에는 KBS 교향악단을 창단해 초대 상임 지휘자가 되었다.
1969년에 악단 운영권이 국립극장으로 이관되어 국립교향악단이 된 후에도 1971년까지 계속 상임 지휘자 직책을 맡았고, 사임 후에는 구 서독과 일본, 중화민국, 홍콩, 필리핀 등지의 해외 악단을 객원 지휘하기도 했다.
1961년에는 국내 최초의 예술 전문 고등교육 기관인 서울예술고등학교를 설립해 초대 교장을 역임했고, 1966년에는 한국 음악 협회 이사장으로 부임했다. 이후 경희대학교와 추계예술대학교 등에서 음악대학 학장과 교수직을 역임했으며, 예총 부회장과 대종상 음악 부문 심사위원으로 활동하기도 했다.
1984년 인천 시립 교향악단의 상임 지휘자로 부임해 1990년까지 재임하면서 악단의 기량과 음악성 향상에 기여했고, 1992년에는 악단으로부터 명예 상임 지휘자 직책을 수여받기도 했다.
생애 말기에는 KBS 교향악단의 명예 지휘자와 한국 지휘자 협회의 명예 회장으로 활동했고, 2002년 6월 1일 한일 월드컵 기념으로 열린 도쿄 필하모닉 오케스트라의 연주회에 출연해 노익장을 과시하기도 했다. 그러나 연주회 직후 위암 선고를 받았고, 서울 아산병원에서 투병 중 타계했다.
지휘와 교육 활동 외에도 작곡가로서 가곡 '아무도 모르라고', '현충일 노래' 같은 작품을 남겼다. KBS 방송문화상, 문교부 5월 문예상, 서울시 문화상, 한국 예술원상, 은관문화훈장, 금호음악상 등을 수상했으며, 구 서독 정부에서도 문화훈장을 수여했다.

## 임원식과 아사히나 다카시
일본이 태평양전쟁에서 패망한 직후, 하얼빈 교향악단은 해체되었고 악단에서 활동하던 일본인 음악가들도 자동적으로 적성국인으로 분류되었다. 상임 지휘자였던 아사히나 다카시도 고국으로 돌아가지 못하고 있었는데, 그때 임원식이 아사히나에게 은신처를 제공하고 귀국 절차를 밟을 수 있도록 주선해 주었다. 이 일화는 훗날 일본경제신문(니혼게이자이)에 게재되어 화제가 되었다.
임원식은 이후 오사카 필하모닉 오케스트라가 서울에서 첫 외국 공연을 가졌을 때 아사히나와 공동으로 지휘를 맡기도 했으며, 서울 시립 교향악단의 연주회에 객원으로 출연할 수 있도록 주선하기도 했다. 2001년 아사히나 타계 후에는 오사카 필의 추모 음악회에 초대받아 바흐의 관현악 모음곡 제3번 2악장 아리아를 지휘하기도 했다.

## 임원식과 윤이상
작곡가 윤이상이 동백림 사건에 연루되었다는 혐의로 서울에 압송되어 재판을 받게 되자, 임원식은 윤이상을 구명하기 위해 서명 운동을 벌였고 재판정에서도 증인으로 출석해 무고함을 호소하기도 했다. 윤이상이 독일로 돌아간 뒤에도 기회가 있을 때마다 윤이상 작품을 지휘하고자 했으며, 베를린 교향악단 연주회에 객원 지휘자로 초청받았을 때에도 '무악' 을 첫 곡으로 지휘했다.
하지만 이러한 일련의 윤이상 구명 활동으로 인해 이흥렬, 구두회, 이유선, 정윤주 등 보수적인 성향의 국내 음악인들로부터 질타를 받기도 했으며, 국립교향악단 지휘자 사임 후에 일정한 직책 없이 객원 지휘자로 활동한 것도 이러한 비난과 무관하지 않다는 지적도 있다.